# Susan Ella-Mittrenga
Susan Ella-Mittrenga (* 1967 in Magdeburg) ist eine deutsche Politikerin. Sie war Vorstandssprecherin des Landesverbandes Bremen von Bündnis 90/Die Grünen.

## Leben, Ausbildung und Beruf
Susan Ella-Mittrenga studierte in Rostock Sport und Geschichte. Nach dem Abschluss als Diplom-Lehrerin 1991 war sie zunächst für unterschiedliche Kultur- und Bildungseinrichtungen in Rostock tätig. Von 1996 bis 2001 war Ella-Mittrenga Geschäftsführerin der Heinrich-Böll-Stiftung in Mecklenburg-Vorpommern.
Seit 2001 leitet Ella-Mittrenga in Bremen-Huchting eine mädchenpädagogische Einrichtung. Seit 2009 besitzt sie auch das Zweite Staatsexamen für das Lehramt. Susan Ella-Mittrenga ist seit April 2011 mit dem ehemaligen FDP-Politiker Mark Ella verheiratet.

## Politik
In den 90er Jahren trat Susan Ella-Mittrenga dem Rostocker Kreisverband der Grünen bei. Zur Landtagswahl 1998 in Mecklenburg-Vorpommern kandidierte sie auf Platz 3 der grünen Landesliste, die Partei verfehlte jedoch den Landtagseinzug. Anschließend gehörte sie kurzzeitig dem grünen Landesvorstand an.
Seit dem Umzug nach Bremen 2001 war Ella-Mittrenga bei den Bremer Grünen aktiv. 2003 wurde sie zur Sprecherin des Landesverbands gewählt und 2005, 2007 und 2009 jeweils in diesem Amt bestätigt. Ihre gleichberechtigte Kollegin im Vorstandsamt war seit 2009 die Bürgerschaftsabgeordnete Karin Mathes, die im Juni 2011 nach ihrer Wahl zur Ortsamtsleiterin aus dem Amt ausschied. Zur nächsten Wahl trat Ella-Mittrenga nicht wieder an. Sie wurde am 12. November gleichen Jahres von Henrike Müller und Hermann Kuhn abgelöst. 
Im Juni 2016 verließ Ella-Mittrenga die Partei.